# Bibimys
Bibimys es un género de roedores de la familia de los cricétidos, que está subdividido en 3 especies, las que son denominadas comúnmente ratones de hocico rosado. Habita en el Cono Sur de Sudamérica. 

## Taxonomía
Este género fue descrito originalmente en el año 1979 por el zoólogo argentino Elio Massoia.
Subdivisión
Este género está integrado por 3 especies: 
- Bibimys chacoensis (Shamel, 1931)[3]
- Bibimys labiosus (Winge, 1887)[4]
- Bibimys torresi Massoia, 1979

Las tres especies poseen sus poblaciones distanciadas por varios cientos de kilómetros unas de las otras. La evidencia fósil demostró que el género ha sufrido una reciente contracción del área de distribución geográfica que cubrió en el pasado, lo que permitiría explicar que, según análisis filogenéticos, las tres presentan bajos niveles de variación morfológica y genética.

## Distribución geográfica y hábitat
Sus especies se distribuyen desde Brasil y Paraguay hasta el centro-este de la Argentina. Habitan en pastizales altos cerca del agua, en pantanos, bosques húmedos y selvas en galería.